# I Terreni di Sanseverino
I Terreni di Sanseverino DOC (deutsch: „Die Ländereien von Sanseverino“) sind italienische Rotweine aus der Provinz Macerata in der Region Marken. Sie besitzen seit 2004 eine „kontrollierte Herkunftsbezeichnung“ (Denominazione di origine controllata – DOC), die zuletzt am 7. März 2014 aktualisiert wurde.

## Erzeugung
I Terreni di Sanseverino wird in zwei Weintypen angeboten:
- I Terreni di Sanseverino Rosso (auch als Passito und „Superiore“). Der Wein muss mindestens folgende Rebsorten enthalten: mindestens 50 % Vernaccia nera. Höchstens 50 % andere rote, nicht-aromatische Rebsorten, die für den Anbau in der Region Marken zugelassen sind, dürfen – einzeln oder gemeinsam – zugesetzt werden.[1]
- I Terreni di Sanseverino Moro: muss mindestens 60 % Montepulciano enthalten. Höchstens 40 % andere rote Rebsorten, die für den Anbau in der Region Marken zugelassen sind, dürfen zugesetzt werden.[1]

## Anbau
Der Anbau und die Vinifikation der Weine sind nur gestattet in der Gemeinde San Severino Marche in der Region Marken.

## Beschreibung
Gemäß Denomination:

### I Terreni di Sanseverino Rosso
- Farbe: rubinrot
- Geruch: angenehm, komplex
- Geschmack: fruchtig, ausgewogen, typisch, charakteristisch
- Alkoholgehalt: mindestens 12,0 Vol.-%
- Säuregehalt: mind. 4,5 g/l
- Trockenextrakt: mind. 23,0 g/l

### I Terreni di Sanseverino Moro
- Farbe: intensives rubinrot
- Geruch: angenehm, komplex
- Geschmack: harmonisch, manchmal mit Aromen von roten Früchten
- Alkoholgehalt: mindestens 12,5 Vol.-%
- Säuregehalt: mind. 4,5 g/l
- Trockenextrakt: mind. 24,0 g/l